# 馬吉岩
66°13′S 110°37′E / 66.217°S 110.617°E
馬吉岩（英語：Magee Rock）是南極洲的岩石，位於威爾克斯地，處於卡梅倫島東北面0.4公里，由美國海軍拍攝空中照片，現時由南極條約體系管理。